# Fornace Pianaccioli
La Fornace Pianaccioli è stata una storica fornace di calce e  laterizi, situata ad Arezzo, fondata nel 1840.

## Storia
La Fornace fondata come fabbrica di laterizi da Dionisio Pianaccioli è un'antica struttura industriale situata nella località di Ponte Buriano, nel comune di Arezzo, in Toscana. Questa fornace rappresenta un'importante testimonianza della tradizione manifatturiera della zona, in particolare nella produzione di ceramiche, calce e laterizi.
La zona di Ponte Buriano e Cincelli è nota per la sua lunga tradizione nella lavorazione dell'argilla. In epoca romana, l'area era celebre per la produzione della ceramica aretina, conosciuta come "Arretina Vasa", caratterizzata dal tipico colore rosso corallo. Le cave di Cincelli fornivano argilla di alta qualità, rendendo la zona un importante centro di produzione ceramica. 
La Fornace Pianaccioli, situata in prossimità del Ponte Buriano, è un esempio significativo di queste attività produttive. Sebbene le informazioni specifiche sulla fornace siano limitate,  essa ha svolto un ruolo chiave nella produzione di materiali da costruzione e ceramiche, contribuendo allo sviluppo economico e culturale della regione.La fornace cessò la produzione a metà anni '60.